# Niceta Attanasi
Niceta Attanasi (... – XVII secolo) fu un valoroso uomo d'armi e partecipò nell'Armata delle Fiandre alla Guerra di devoluzione.
Fu nominato Tenente Generale e visitatore di tutti i castelli del regno da Filippo IV di Spagna. I soldati spagnoli delle guarnigioni delle Fiandre provenivano per lo più dal regno di Napoli.

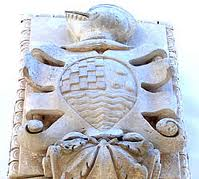
Stemma lapideo del '500 posto sull'ingresso del Palazzo di famiglia.

A Soleto, in Via Giuseppe Manca n.69, vi è un arco di stile catalano-durazzesco su cui è collocato un guerriero in costume spagnolo ma col capo irrimediabilmente rotto. È un umile monumento quasi sconosciuto e dedicato a questo valoroso guerriero.
Lo stemma nobiliare di famiglia è tripartito con scaccato, onde e tre fortezze.